# Herminia clathrata
Herminia clathrata là một loài bướm đêm trong họ Noctuidae.